# Стерлинг, Алджамейн
Алджамейн Антуан Стерлинг (англ. Aljamain Antoine Sterling; род. 31 июля 1989, Лонг-Айленд, Нью-Йорк) — американский боец смешанного стиля, представитель легчайшей весовой категории. Выступает на профессиональном уровне начиная с 2011 года. Бывший чемпион UFC в легчайшем весе. Стал первым бойцом в истории этой организации, получившим чемпионский титул из-за дисквалификации соперника. Занимает 8 строчку официального рейтинга UFC в полулегком весе

## Биография
Алджамейн Стерлинг родился 31 июля 1989 года в городе Юниондейл, штат Нью-Йорк. Имеет ямайские корни.
Во время учёбы в местной старшей школе начал заниматься борьбой, затем продолжил бороться в университете, неоднократно принимал участие в различных студенческих соревнованиях, в частности, дважды получал статус всеамериканского спортсмена в третьем дивизионе Национальной ассоциации студенческого спорта.
Заинтересовался смешанными единоборствами после знакомства с Джоном Джонсом, с которым состоял в одной борцовской команде в колледже. С 2009 года выступал в ММА на любительском уровне, выиграв шесть поединков и потерпев одно единственное поражение. Проходил подготовку в зале Serra-Longo Fight Team под руководством известного бойца Мэтта Серры, от которого впоследствии получил чёрный пояс по бразильскому джиу-джитсу.

### Начало профессиональной карьеры
Дебютировал в ММА на профессиональном уровне в апреле 2011 года, выиграв у своего соперника единогласным решением судей. В том же году завоевал титул чемпиона Ring of Combat в легчайшей весовой категории, победив раздельным решением Клаудио Ледесму, и присоединился к промоушену Cage Fury Fighting Championships, где одержал в общей сложности пять побед, в том числе выиграл и трижды защитил пояс чемпиона.

### Ultimate Fighting Championship
Имея в послужном списке восемь побед без единого поражения, Стерлинг привлёк к себе внимание крупнейшей бойцовской организации мира Ultimate Fighting Championship и в 2014 году подписал с ней долгосрочный контракт. Дебютировал в октагоне UFC в том же году, выиграв единогласным решением у такого же новичка Коди Гибсона, затем отметился победой техническим нокаутом над Уго Вианой.
В 2015 году добавил в послужной список победы над такими бойцами как Такэя Мидзугаки и Джонни Эдуарду.
В мае 2016 года потерпел первое поражение в профессиональной карьере. В противостоянии с Брайаном Карауэем доминировал в первом раунде, но затем устал и в двух следующих раундах выглядел хуже, в результате чего судьи раздельным решением отдали победу его сопернику.
В 2017 году Стерлинг провёл четыре боя: раздельным решением уступил Рафаэлу Асунсану, единогласным решением выиграл у Аугусту Мендиса и Ренана Барана, оказался в нокауте в поединке с Марлоном Мораисом.
Несмотря на проигрыши, Алджамейн Стерлинг продолжил активно выходить в клетку. Так, в 2018 году он по очкам победил Бретта Джонса и досрочно Коди Стамана. На Стамане боец применил достаточно редкий рычаг колена, который порталом MMAjunkie.com впоследствии был признан лучшим приёмом года.
В 2019 году Стерлинг взял верх единогласным решением над Джимми Риверой и Педру Муньюсом.
6 июня 2020 года на UFC 250 победил в первом раунде удушающим приёмом Кори Сэндхэгена.
7 марта 2021 года встретился с Петром Яном на UFC 259 в бою за титул чемпиона UFC в легчайшем весе и одержал победу в связи с дисквалификацией россиянина из-за запрещённого удара коленом в голову. По мнению многих фанатов UFC, и ряда журналистов, экспертов, а также действующих, и бывших бойцов UFC, Стерлинг симулировал травму и нелегально выиграл бой.
На UFC 267 должен был провести реванш с Петром Яном, однако американец отказался от второго поединка против россиянина из-за травмы шеи.
6 января 2022 года стало известно, что 5 марта 2022 года на UFC 272 в Лас-Вегасе пройдет матч-реванш с Петром Яном за титул Чемпиона UFC в легчайшем весе. Позднее, 11 января 2022 года, стало известно, что бой будет перенесён на апрель. 12 января 2022 года появилась информация, что бой будет соглавным на UFC 273. Алджамейн победил раздельным решением судей и сохранил пояс чемпиона.
22 октября 2022 года американец победил бывшего чемпиона UFC Ти Джея Диллашоу нокаутом.
7 мая 2023 года, «Funkmaster» одолел ещё одного бывшего чемпиона не только легчайшего, но также и наилегчайшего дивизиона, Генри Сехудо раздельным решением судей.
20 августа проиграл в поединке с вторым номером рейтинга Шоном О’Мэлли и потерял чемпионский пояс UFC.

## Статистика в профессиональном ММА
| Боёв 29  | Побед 24 | Поражений 5 |
| -------- | -------- | ----------- |
| Нокаутом | 3        | 2           |
| Сдачей   | 8        | 0           |
| Решением | 13       | 3           |

| Результат | Рекорд | Соперник         | Способ                                                                                | Турнир                                 | Дата            | Раунд | Время | Место                   | Примечание |
| --------- | ------ | ---------------- | ------------------------------------------------------------------------------------- | -------------------------------------- | --------------- | ----- | ----- | ----------------------- | --- |
| Поражение | 24-5   | Мовсар Евлоев    | Единогласное решение                                                                  | UFC 310                                | 7 декабря 2024  | 3     | 5:00  | Лас-Вегас, США          | |
| Победа    | 24-4   | Кэлвин Каттар    | Единогласное решение                                                                  | UFC 300                                | 13 апреля 2024  | 3     | 5:00  | Лас-Вегас, Невада, США  | Перешел в полулегкий вес.                                                                                               |
| Поражение | 23-4   | Шон О'Мэлли      | Техническим нокаутом (удары)                                                          | UFC 292                                | 19 августа 2023 | 2     | 4:10  | Ньюарк, Нью-Джерси, США | Утратил титул чемпиона UFC в легчайшем весе.                                                                            |
| Победа    | 23-3   | Генри Сехудо     | Раздельное решение                                                                    | UFC 288                                | 6 мая 2023      | 5     | 5:00  | Ньюарк, Нью-Джерси, США | Защитил (3) титул чемпиона UFC в легчайшем весе; поставил рекорд по количеству защит титула в истории в легчайшего веса |
| Победа    | 22-3   | Ти Джей Диллашоу | Технический нокаут (удары)                                                            | UFC 280                                | 22 октября 2022 | 2     | 3:44  | Абу-Даби, ОАЭ           | Защитил (2) титул чемпиона UFC в легчайшем весе                                                                         |
| Победа    | 21-3   | Пётр Ян          | Раздельное решение                                                                    | UFC 273                                | 9 апреля 2022   | 5     | 5:00  | Джексонвилл, США        | Защитил (1) титул чемпиона UFC в легчайшем весе                                                                         |
| Победа    | 20-3   | Пётр Ян          | Дисквалификация (удар коленом в голову соперника, находившегося на трёх точках опоры) | UFC 259                                | 7 марта 2021    | 4     | 4:29  | Лас-Вегас, США          | Завоевал титул чемпиона UFC в легчайшем весе.                                                                           |
| Победа    | 19-3   | Кори Сэндхэген   | Сдача (удушение сзади)                                                                | UFC 250                                | 7 июня 2020     | 1     | 1:28  | Лас-Вегас, США          | «Выступление вечера» (1)                                                                                                |
| Победа    | 18-3   | Педру Муньюс     | Единогласное решение                                                                  | UFC 238                                | 8 июня 2019     | 3     | 5:00  | Чикаго, США             | |
| Победа    | 17-3   | Джимми Ривера    | Единогласное решение                                                                  | UFC on ESPN: Ngannou vs. Velasquez     | 17 февраля 2019 | 3     | 5:00  | Финикс, США             | |
| Победа    | 16-3   | Коди Стаман      | Сдача (рычаг колена)                                                                  | UFC 228                                | 8 сентября 2018 | 2     | 3:42  | Даллас, США             | |
| Победа    | 15-3   | Бретт Джонс      | Единогласное решение                                                                  | UFC Fight Night: Barboza vs. Lee       | 21 апреля 2018  | 3     | 5:00  | Атлантик-Сити, США      | |
| Поражение | 14-3   | Марлон Мораис    | Нокаут (удар коленом)                                                                 | UFC Fight Night: Swanson vs. Ortega    | 9 декабря 2017  | 1     | 1:07  | Фресно, США             | |
| Победа    | 14-2   | Ренан Баран      | Единогласное решение                                                                  | UFC 214                                | 29 июля 2017    | 3     | 5:00  | Анахайм, США            | Бой в промежуточном весе 63,5 кг.                                                                                       |
| Победа    | 13-2   | Аугусту Мендис   | Единогласное решение                                                                  | UFC on Fox: Johnson vs. Reis           | 15 апреля 2017  | 3     | 5:00  | Канзас-Сити, США        | |
| Поражение | 12-2   | Рафаэл Асунсан   | Раздельное решение                                                                    | UFC on Fox: Shevchenko vs. Peña        | 28 января 2017  | 3     | 5:00  | Денвер, США             | |
| Поражение | 12-1   | Брайан Карауэй   | Раздельное решение                                                                    | UFC Fight Night: Almeida vs. Garbrandt | 29 мая 2016     | 3     | 5:00  | Лас-Вегас, США          | |
| Победа    | 12-0   | Джонни Эдуарду   | Сдача (гильотина)                                                                     | UFC Fight Night: Namajunas vs. VanZant | 10 декабря 2015 | 2     | 4:18  | Лас-Вегас, США          | |
| Победа    | 11-0   | Такэя Мидзугаки  | Сдача (треугольник руками)                                                            | UFC on Fox: Machida vs. Rockhold       | 18 апреля 2015  | 3     | 2:11  | Ньюарк, США             | |
| Победа    | 10-0   | Уго Виана        | Технический нокаут (удары руками)                                                     | UFC Fight Night: Cerrone vs. Miller    | 16 июля 2014    | 3     | 3:50  | Атлантик-Сити, США      | |
| Победа    | 9-0    | Коди Гибсон      | Единогласное решение                                                                  | UFC 170                                | 22 февраля 2014 | 3     | 5:00  | Лас-Вегас, США          | |
| Победа    | 8-0    | Джоэл Робертс    | Сдача (удушение сзади)                                                                | CFFC 30: Sterling vs. Roberts          | 2 ноября 2013   | 1     | 1:49  | Кинг-оф-Пруссия, США    | Защитил титул чемпиона CFFC в легчайшем весе.                                                                           |
| Победа    | 7-0    | Сидемар Онорио   | Сдача (удушение сзади)                                                                | CFFC 16: Williams vs. Jacoby           | 24 августа 2012 | 2     | 4:05  | Атлантик-Сити, США      | Защитил титул чемпиона CFFC в легчайшем весе.                                                                           |
| Победа    | 6-0    | Кейси Джонсон    | Сдача (удушение сзади)                                                                | CFFC 14: No Mercy                      | 14 апреля 2012  | 3     | 2:11  | Атлантик-Сити, США      | Защитил титул чемпиона CFFC в легчайшем весе.                                                                           |
| Победа    | 5-0    | Шон Сантелла     | Единогласное решение                                                                  | CFFC 11: Danger Zone!                  | 22 октября 2011 | 5     | 5:00  | Атлантик-Сити, США      | Выиграл титул чемпиона CFFC в легчайшем весе.                                                                           |
| Победа    | 4-0    | Эван Хмельски    | Технический нокаут (удары руками)                                                     | CFFC 10: Black Eye                     | 23 июля 2011    | 1     | 4:58  | Атлантик-Сити, США      | Бой в полулёгком весе.                                                                                                  |
| Победа    | 3-0    | Клаудио Ледесма  | Раздельное решение                                                                    | Ring of Combat 36                      | 17 июня 2011    | 3     | 5:00  | Атлантик-Сити, США      | Выиграл титул чемпиона ROC в легчайшем весе.                                                                            |
| Победа    | 2-0    | Харли Леймбах    | Сдача (удушение сзади)                                                                | EFC: Bragging Rights 2                 | 21 мая 2011     | 1     | 4:01  | Эри, США                | |
| Победа    | 1-0    | Сержиу да Силва  | Единогласное решение                                                                  | UCC 4: Supremacy                       | 22 апреля 2011  | 3     | 5:00  | Морристаун, США         | |